# بند برج عیار
بند برج عیار یا صابی کش یکی از بناهای مجموعه بناهای آبی تاریخی شوشتر است که در مسیر رود گرگر قرار گرفته است. در کنار این بند آثاری از عبادتگاه‌های صابئین نیز دیده می‌شود. پیشینه ساخت این بند همانند دیگر بناهای آبی تاریخی شوشتر، به دورهٔ ساسانیان بازمی‌گردد. این اثر در تاریخ ۲۰ آذر ۱۳۷۹ با شمارهٔ ثبت ۲۹۴۰ به‌عنوان یکی از آثار ملی ایران به ثبت رسید. همچنین این بند به همراه ۱۵ اثر تاریخی دیگر شوشتر در نشست سالانه کمیته میراث جهانی یونسکو در ۲۶ ژوئن ۲۰۰۹ (۵ تیرماه ۱۳۸۸) در شهر سویل اسپانیا، با احراز معیارهای ۱، ۲ و ۵ با عنوان نظام آبی تاریخی شوشتر به عنوان دهمین اثر ایران در فهرست میراث جهانی یونسکو با شماره ۱۳۱۵ به ثبت رسید.